# 彼得里夫卡 (科留基夫卡區)
51°50′51″N 31°44′58″E / 51.84750°N 31.74944°E
彼得里夫卡（烏克蘭語：Петрівка）是烏克蘭北部切爾尼戈夫州科留基夫卡區斯諾夫斯克市鎮的村莊，始建於1709年，面積2.36平方公里，海拔高度126米，2001年人口1,247，人口密度每平方公里529.3人。